# Międzyrzec Podlaski (gmina wiejska)
Międzyrzec Podlaski (daw. gmina Misie i gmina Tłuściec) – gmina wiejska w województwie lubelskim, w powiecie bialskim. W latach 1975–1998 gmina położona była w województwie bialskopodlaskim. Gmina liczy 35 miejscowości tworzące 33 sołectwa.
Siedziba gminy to Międzyrzec Podlaski.
Według danych z 30 czerwca 2004 gminę zamieszkiwało 10 366 osób.

## Struktura powierzchni
Według danych z roku 2002 gmina Międzyrzec Podlaski ma obszar 261,58 km², w tym:
- 66% – użytki rolne
- 26% – użytki leśne
- 8% – pozostałe

Gmina stanowi 9,5% powierzchni powiatu.

## Demografia

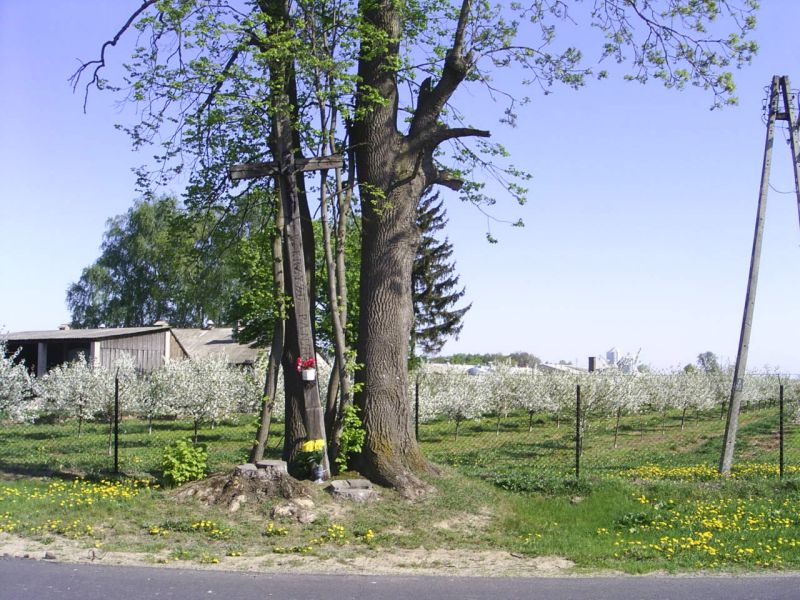
Drewniany krzyż i kwitnące sady w Tuliłowie

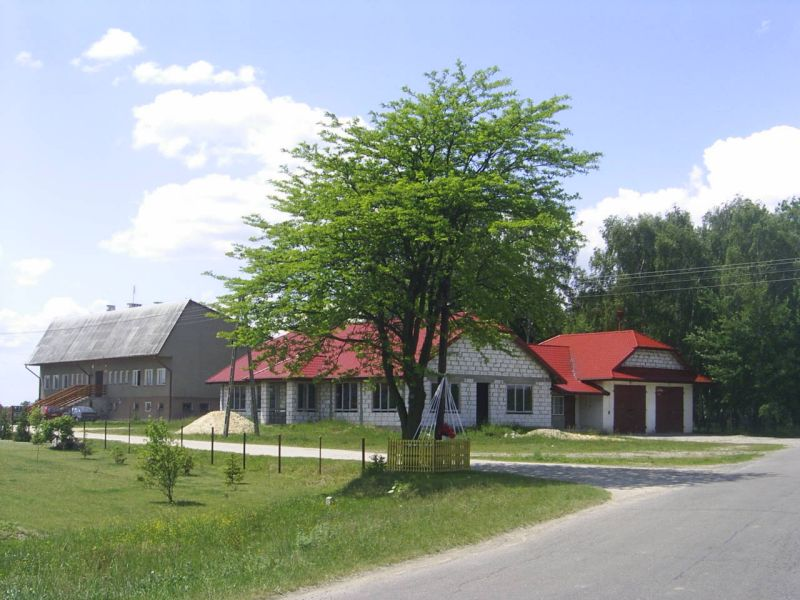
Szkoła podstawowa i remiza strażacka w Tuliłowie

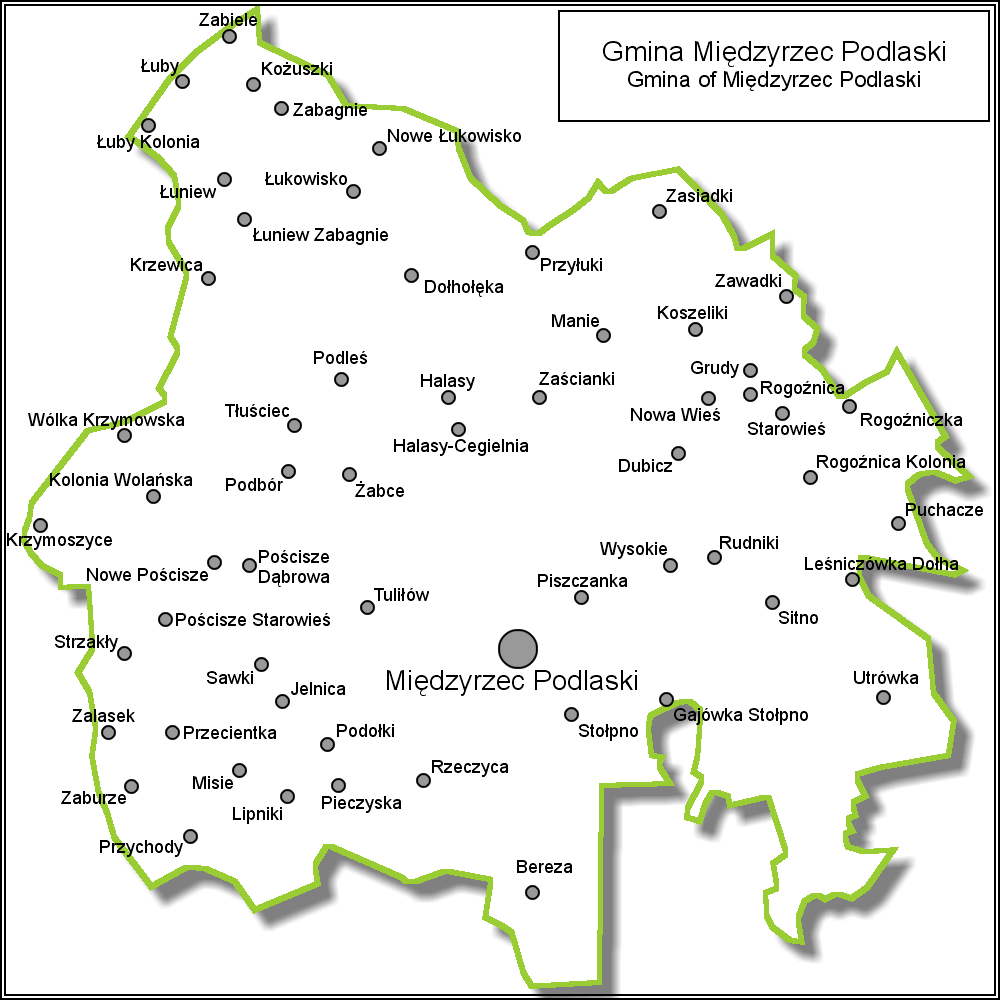
Gmina Międzyrzec Podlaski – mapa

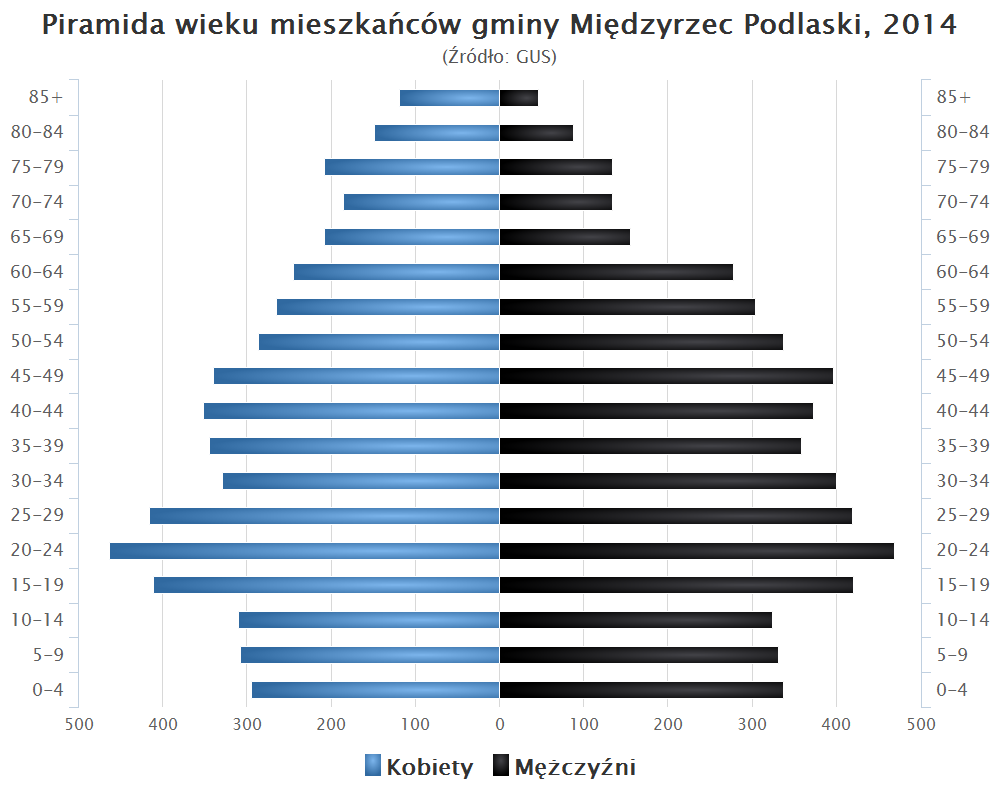
Piramida wieku mieszkańców gminy Międzyrzec Podlaski w 2014 roku

Dane z 30 czerwca 2004:
| Opis                              | Ogółem | Ogółem | Kobiety | Kobiety | Mężczyźni | Mężczyźni |
| --------------------------------- | ------ | ------ | ------- | ------- | --------- | --------- |
| jednostka                         | osób   | %      | osób    | %       | osób      | %         |
| populacja                         | 10 366 | 100    | 5193    | 50,1    | 5173      | 49,9      |
| gęstość zaludnienia (mieszk./km²) | 39,6   | 39,6   | 19,9    | 19,9    | 19,8      | 19,8      |

## Gospodarka
Główną dziedziną gospodarki gminy jest rolnictwo (głównie produkcja pasz i hodowla bydła domowego). Rozwija się tutaj także uprawa warzyw i owoców oraz chów trzody chlewnej i drobiu.
Na terenie gminy zarejestrowanych jest ok. 230 podmiotów prowadzących działalność gospodarczą w zakresie handlu, usług transportowych, budowlanych, gastronomii oraz mieszalnie pasz, młyny, tartaki i inne zakłady związane z przetwórstwem rolno-spożywczym i drzewnym.

## Oświata

### Szkoły
Na terenie gminy funkcjonuje 9 szkół podstawowych i 3 gimnazja (w tym jedna szkoła podstawowa i jedno gimnazjum tworzą Zespół Szkół).
- Publiczna Szkoła Podstawowa im. Henryka Sienkiewicza w Halasach
- Publiczna Szkoła Podstawowa im. Kardynała Stefana Wyszyńskiego w Kożuszkach
- Publiczna Szkoła Podstawowa im. Bohaterów Powstania Listopadowego w Maniach (szkoła została zamknięta w 2010 roku, obecnie na terenie placówki znajduje się Wiejski Ośrodek Kultury (WOK)
- Publiczna Szkoła Podstawowa im. Marii Konopnickiej w Misiach
- Publiczna Szkoła Podstawowa w Strzakłach (Filia Publicznej Szkoły Podstawowej im. Marii Konopnickiej w Misiach)
- Zespół Szkół w Rogoźnicy: Publiczna Szkoła Podstawowa i Publiczne Gimnazjum nr 3
- Publiczna Szkoła Podstawowa w Rudnikach
- Publiczna Szkoła Podstawowa w Berezie (Filia Publicznej Szkoły Podstawowej w Rudnikach)
- Publiczna Szkoła Podstawowa w Rzeczycy
- Publiczna Szkoła Podstawowa im. Mikołaja Kopernika w Tłuśćcu
- Publiczna Szkoła Podstawowa w Tuliłowie
- Publiczne Gimnazjum nr 1 im. Józefa Ignacego Kraszewskiego w Jelnicy
- Publiczne Gimnazjum nr 2 im. Adama Mickiewicza w Krzewicy

### Biblioteki
Na terenie gminy działa Gminna Biblioteka Publiczna z siedzibą w Jelnicy, która posiada filie w:
- Halasach
- Krzewicy
- Rogoźnicy
- Tłuśćcu
- Jelnicy
- Wysokiem

## Parafie rzymskokatolickie
Na terenie gminy funkcjonują 3 parafie rzymskokatolickie:
- pw. Matki Boskiej Nieustającej Pomocy w Maniach
- pw. Matki Boskiej Szkaplerznej w Krzewicy
- pw. Niepokalanego Poczęcia NMP w Kożuszkach

oraz kaplice w Jelnicy, Strzakłach, Żabcach, Krzymoszycach, Wólce Krzymowskiej, Pościszach, Przychodach i Halasach.

## Sołectwa
Bereza, Dołhołęka, Halasy, Jelnica, Koszeliki, Kożuszki, Krzewica, Krzymoszyce, Łuby, Łukowisko, Łuniew, Manie, Misie, Pościsze, Przychody, Puchacze, Rogoźnica, Rogoźnica-Kolonia, Rogoźniczka, Rudniki, Rzeczyca, Sawki, Sitno, Strzakły, Tuliłów, Tłuściec, Utrówka, Wysokie, Wólka Krzymowska, Zasiadki, Zawadki, Zaścianki, Żabce.
Bez statusu sołectwa:Kolonia Wolańska, Przyłuki. 

## Sąsiednie gminy
Biała Podlaska, Drelów, Huszlew, Kąkolewnica Wschodnia, Międzyrzec Podlaski (miasto), Olszanka, Trzebieszów, Zbuczyn

## Zdjęcia

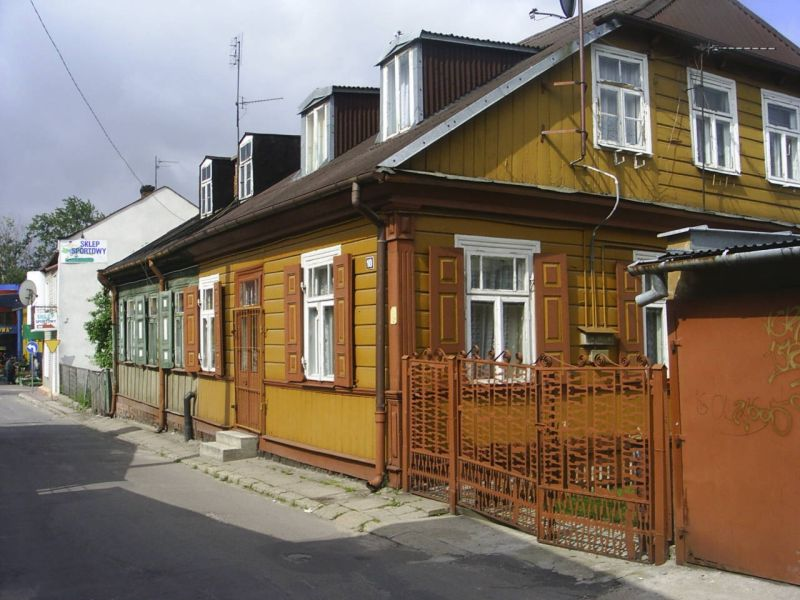
Drewniane domy
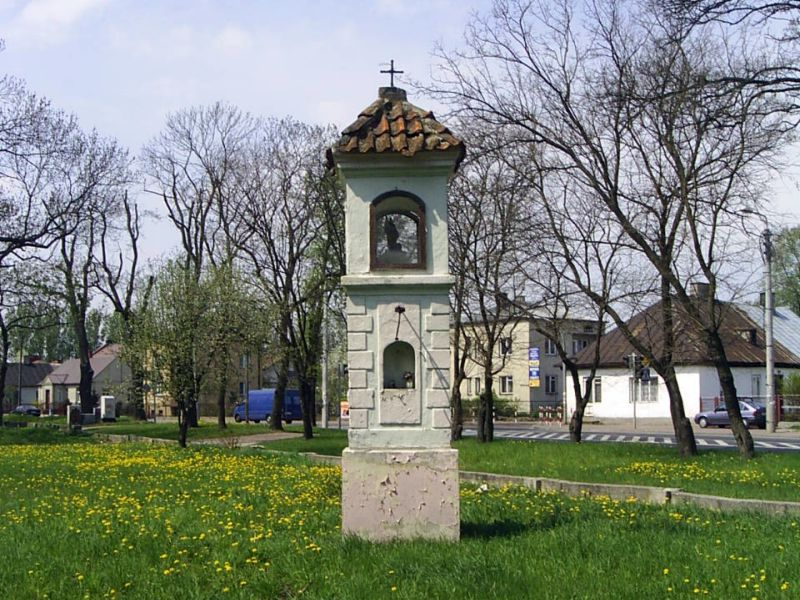
Stara kapliczka
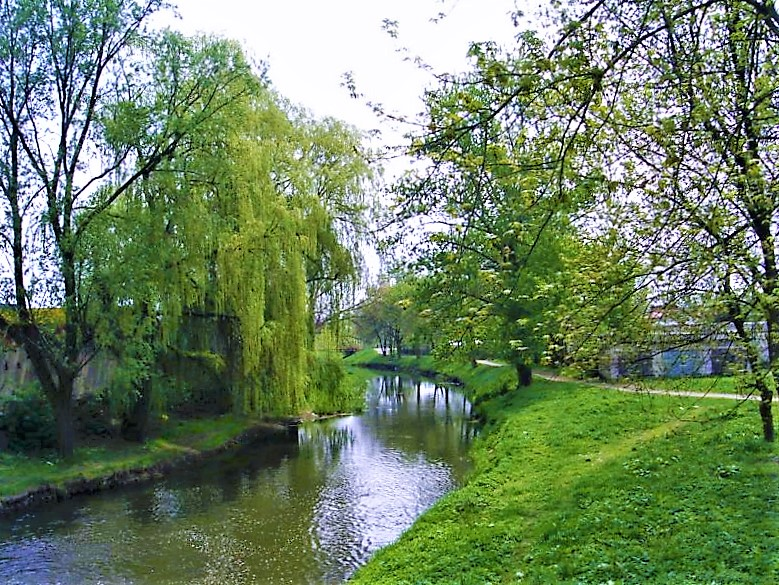
Rzeka Krzna
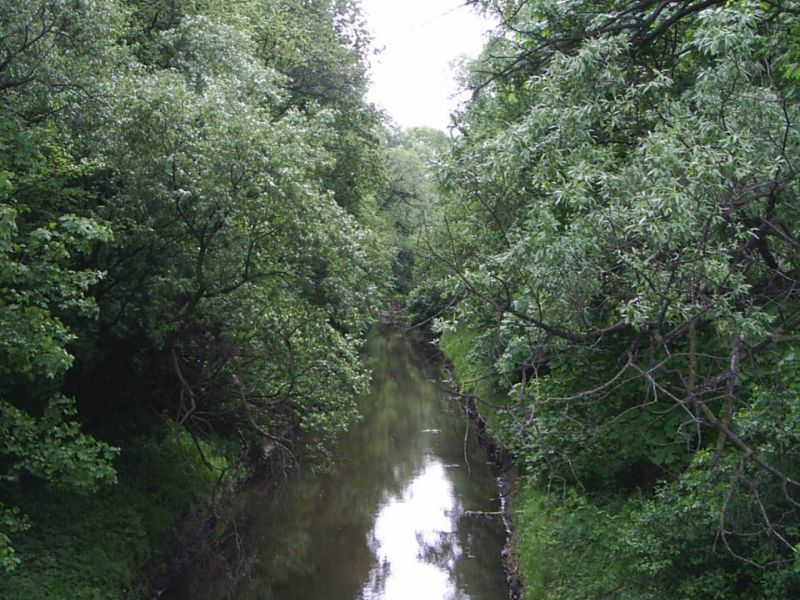
Kanał Wieprz-Krzna
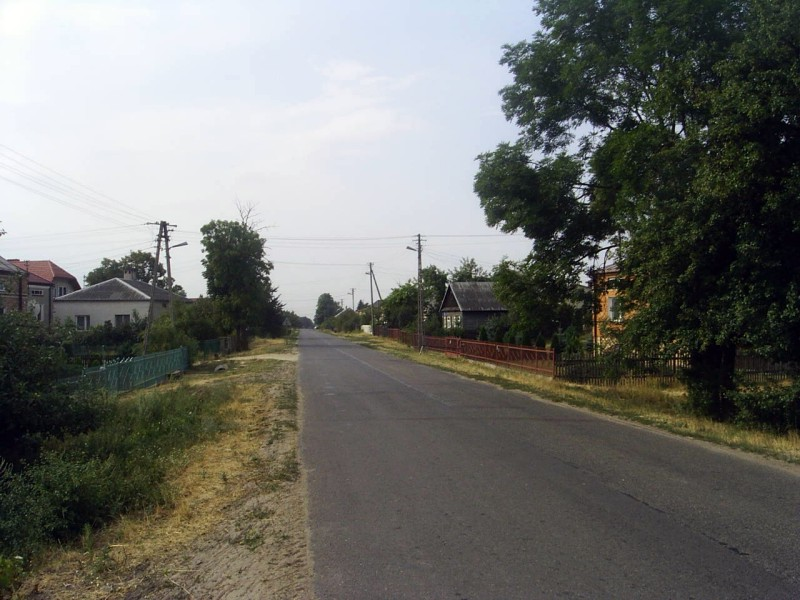
Gościniec w Rzeczycy
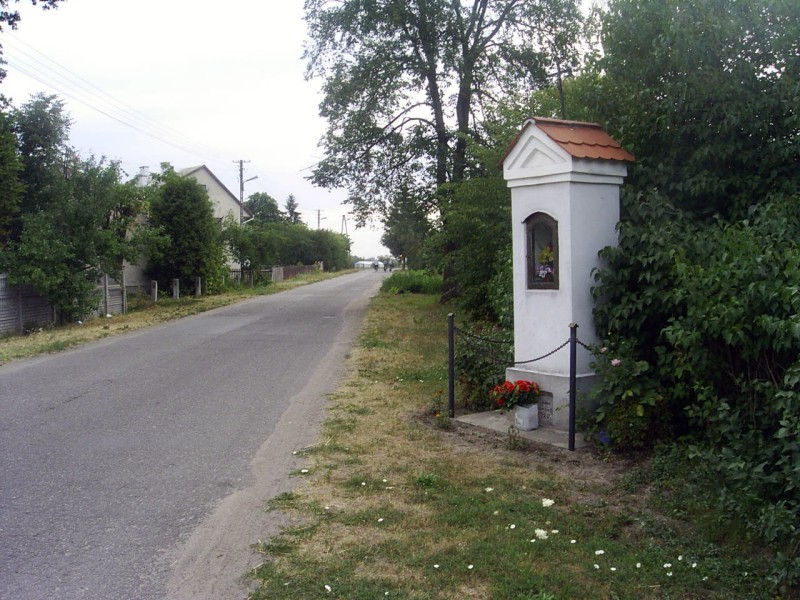
Jedna z kapliczek we wsi Rzeczyca
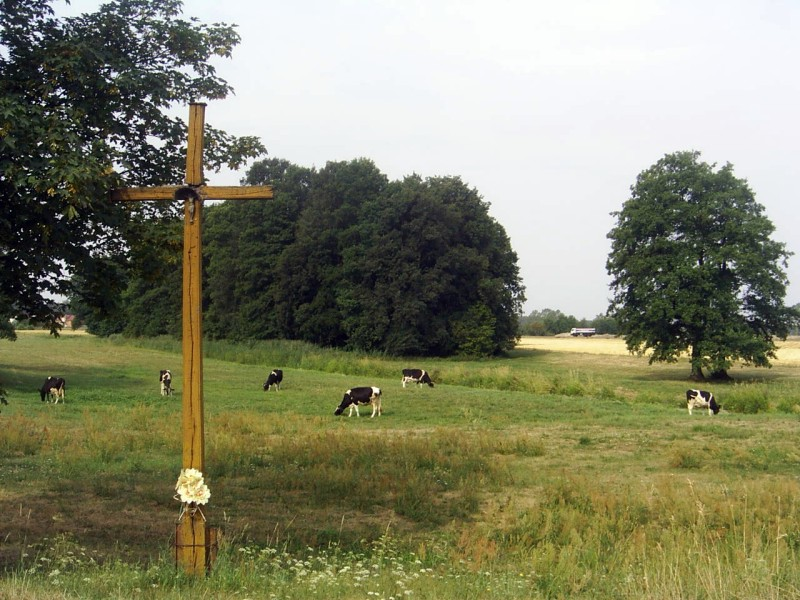
Przydrożny, drewniany krzyż w Rzeczycy